# Fidena ochracea
Fidena ochracea är en tvåvingeart som först beskrevs av Krober 1930.  Fidena ochracea ingår i släktet Fidena och familjen bromsar.
Artens utbredningsområde är Venezuela. Inga underarter finns listade i Catalogue of Life.